# Orlí hnízda (Polsko)
Orlí hnízda je označení polských hradů v oblasti Krakovsko-čenstochovské vysočiny v Malopolském vojvodství a Slezském vojvodství v Polsku, které si svojí polohou a vzhledem získaly označení Orlí hnízda. Tyto hrady vznikly ve 14. století v době vlády Kazimíra III. Velikého, posledního polského krále z rodu Piastovců, a měly bránit zemi před expanzi českých králů. Za Kazimíra Velikého bylo postaveno okolo 50 hradů a 30 měst bylo obehnáno dobrými hradbami.

## Význačné stavby
Pro poznání Krakovsko-čenstochovské vysočiny vede do této oblastí červeně značená turistická stezka, která se nazývá Szlak Orlich Gniazd (Stezka Orlích hnízd). Stezka tradičně směřuje ve směru od Krakova do Čenstochové, je dlouhá 163,9 km a zahrnuje hrady a ruiny hradů. Na stezce se také nachází celá řada jeskyní. Jedná se o nejpopulárnější turistickou cestu v Polsku. Na trase se nachází celá řada památek. Mezi nejvýznačnější patří:
1. Korzkiew – hrad

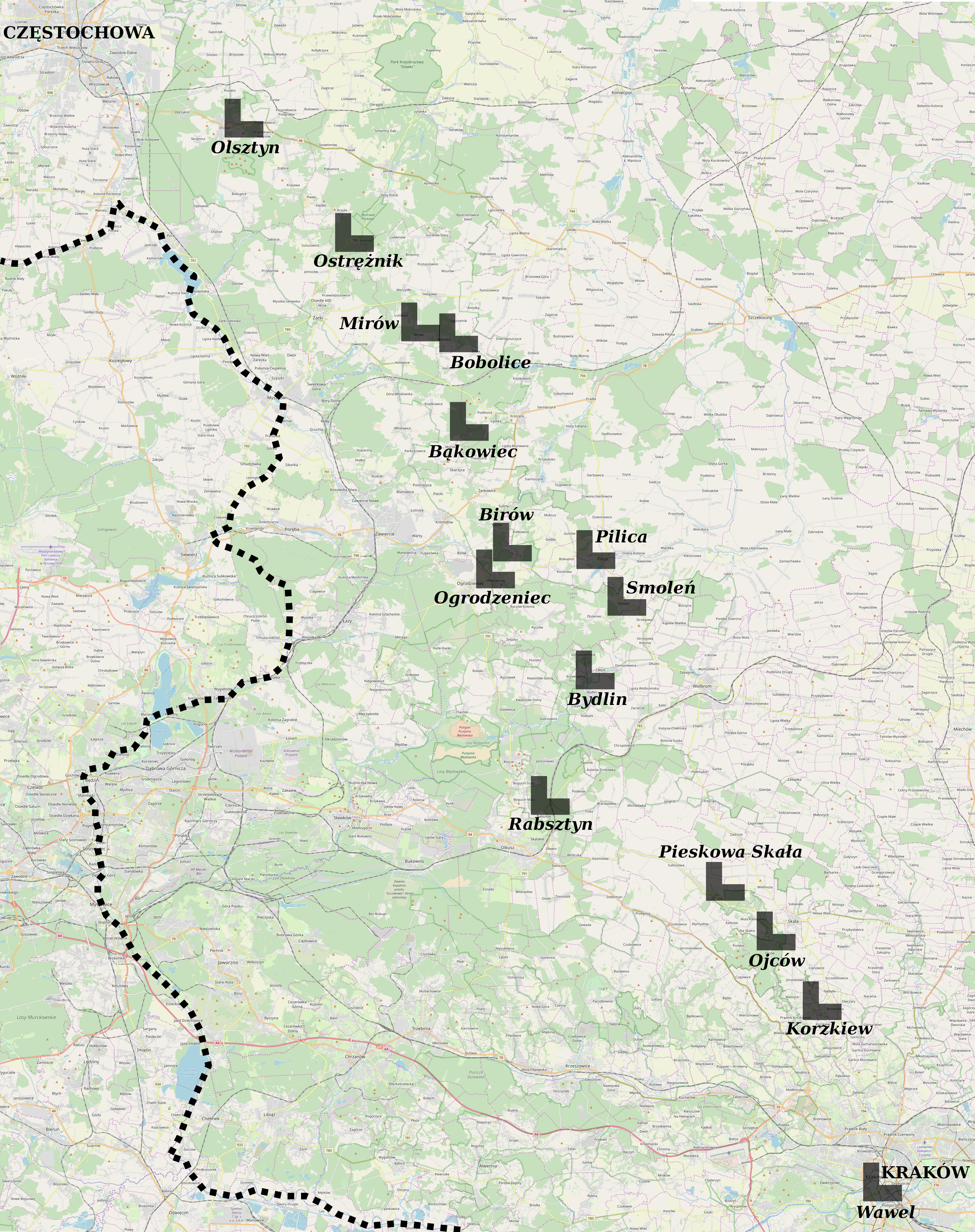
Orlí hnízda (hrady)

2. Ojców – ruiny hradu na Złotej Górze
3. Sułoszowa – královský hrad na Pieskowej Skale
4. Rabsztyn – ruiny hradu
5. Bydlin – ruiny hradu
6. Smoleń – ruiny hradu
7. Pilica – ruiny hradu
8. Podzamcze – ruiny hradu  Ogrodzieniec
9. Morsko – ruiny hradu Bąkowiec
10. Bobolice – královský hrad
11. Mirów – ruiny hradu
12. Olsztyn – ruiny královského hradu
13. Udórz
14. Tenczyn

Mimo těchto historických památek je v oblasti také řada přírodních zajímavostí. Ve fotogalerii je mimo hradů i několik těchto záběrů. Turistická oblast zahrnuje i řadu dalších historických památek. Je zde také celá řada cyklistických stezek.

## Fotogalerie

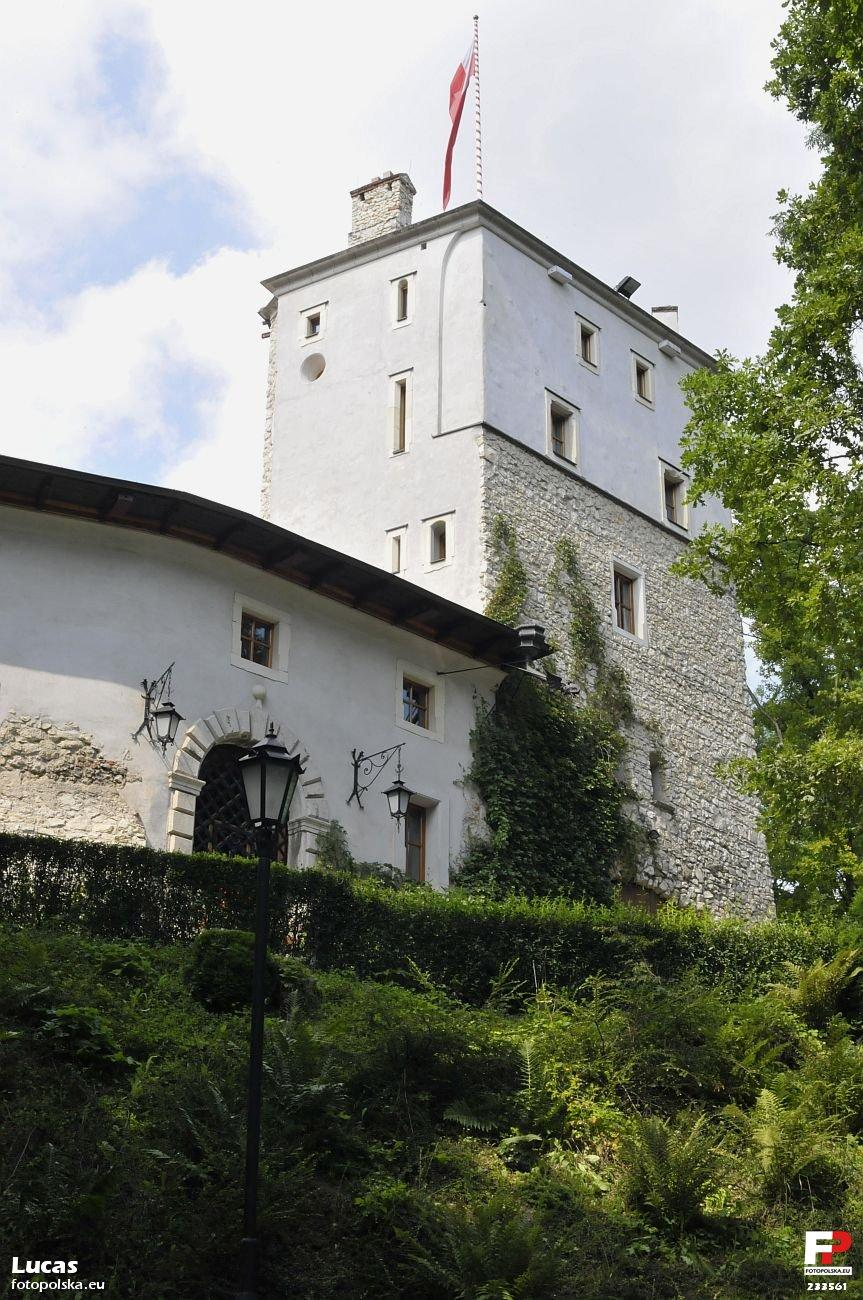
1.Korzkiew
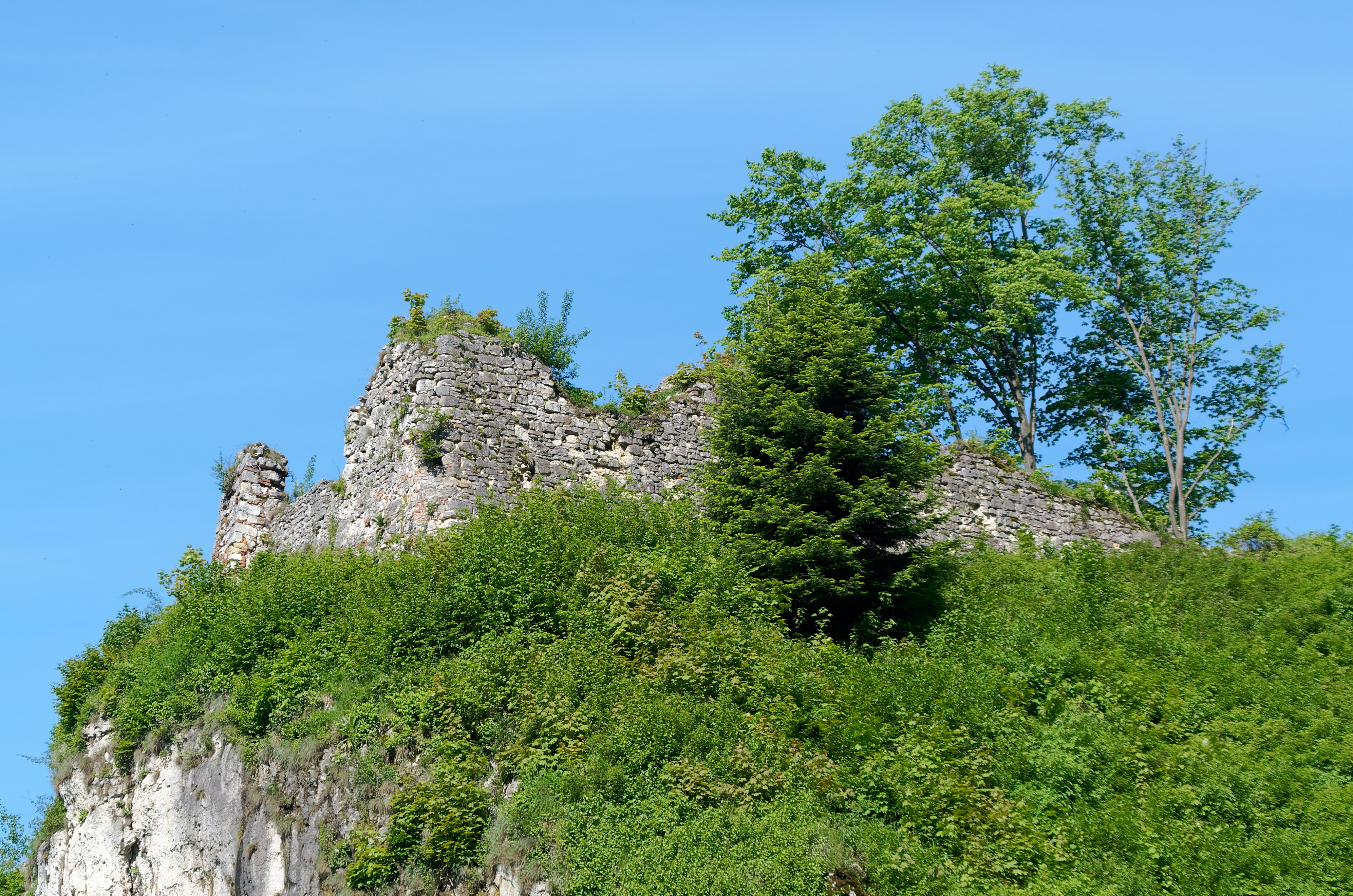
2.Ojców
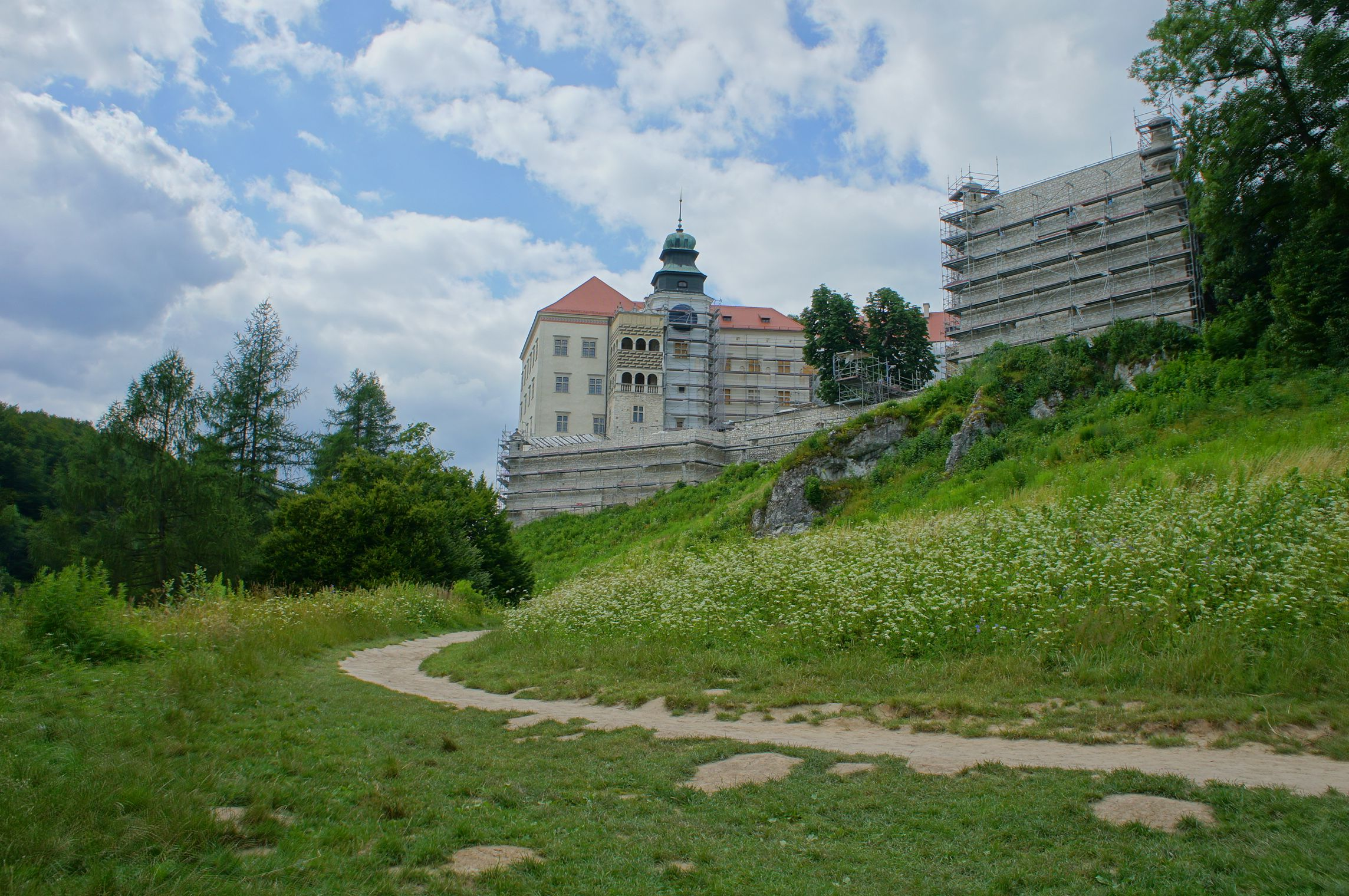
3.Suloszawa
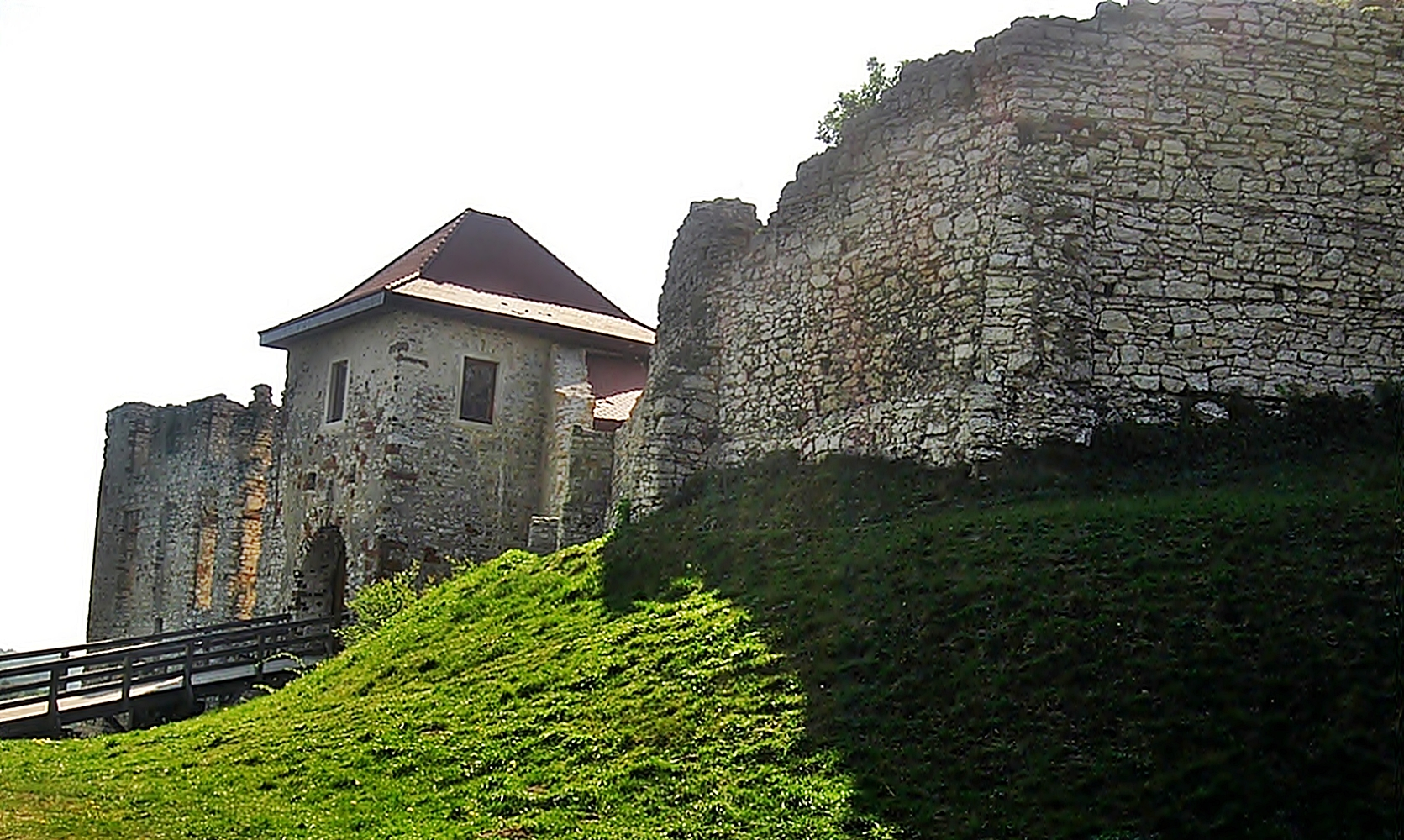
4.Rabsztyn
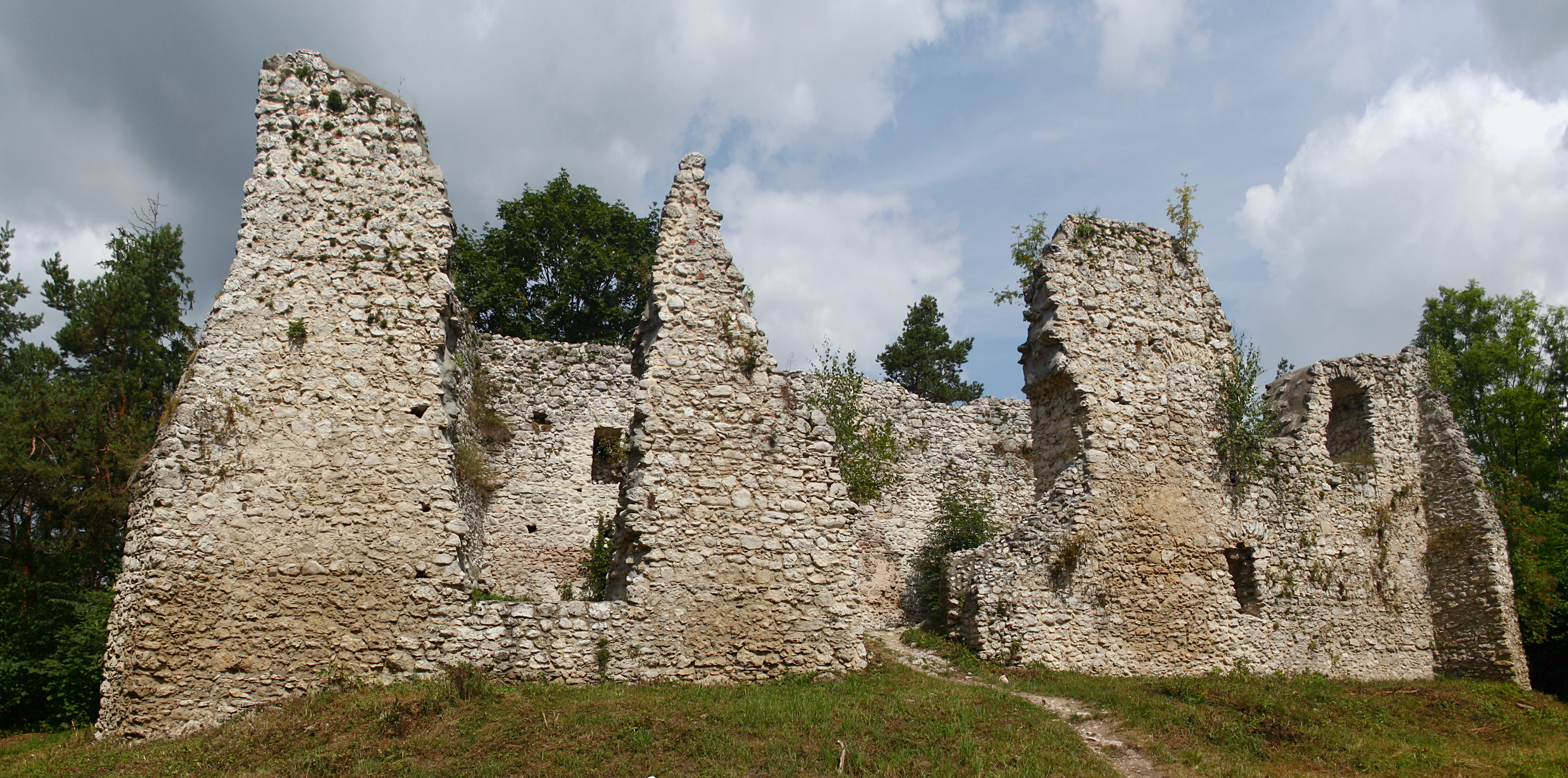
5.Bydlin
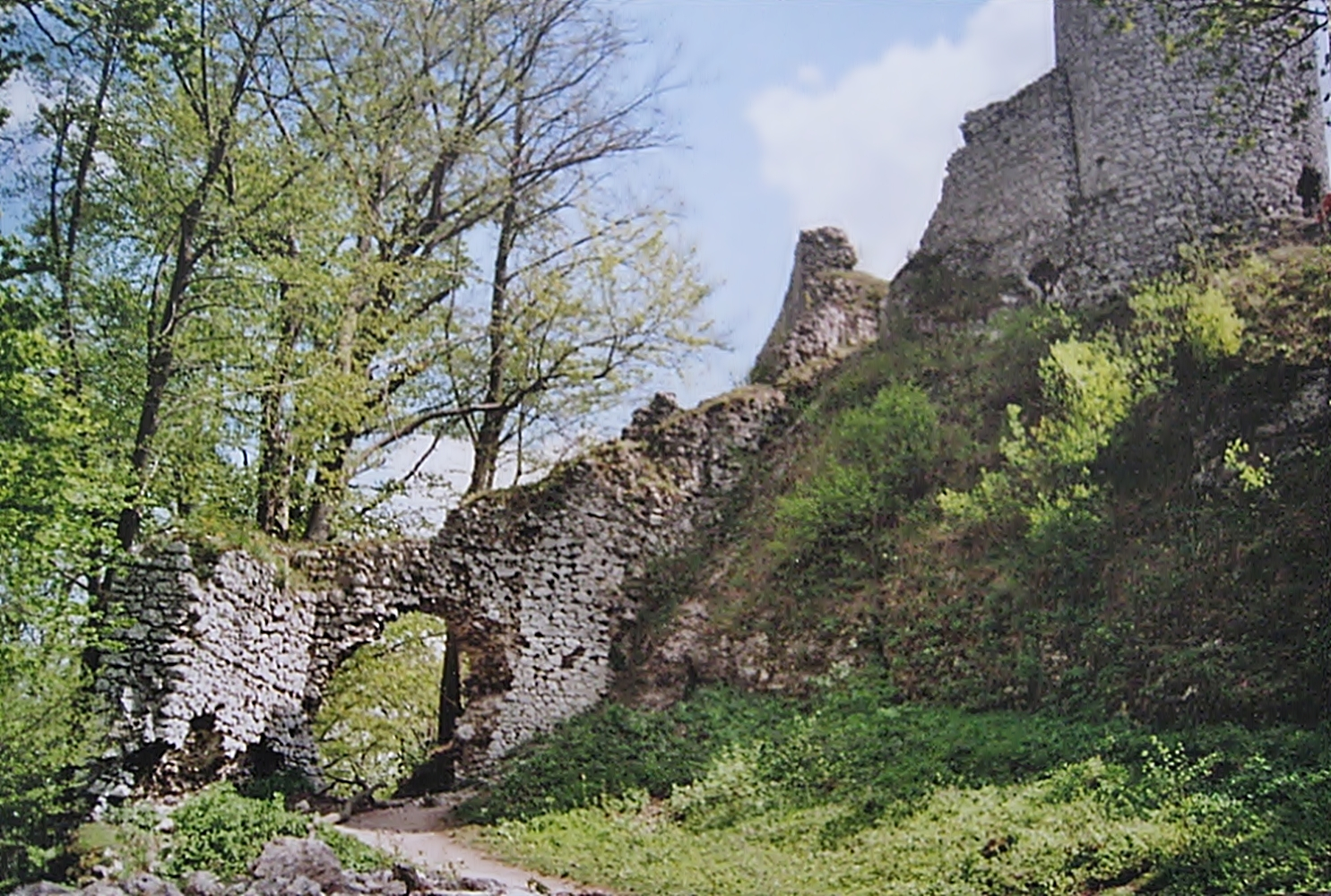
6.Smoleň
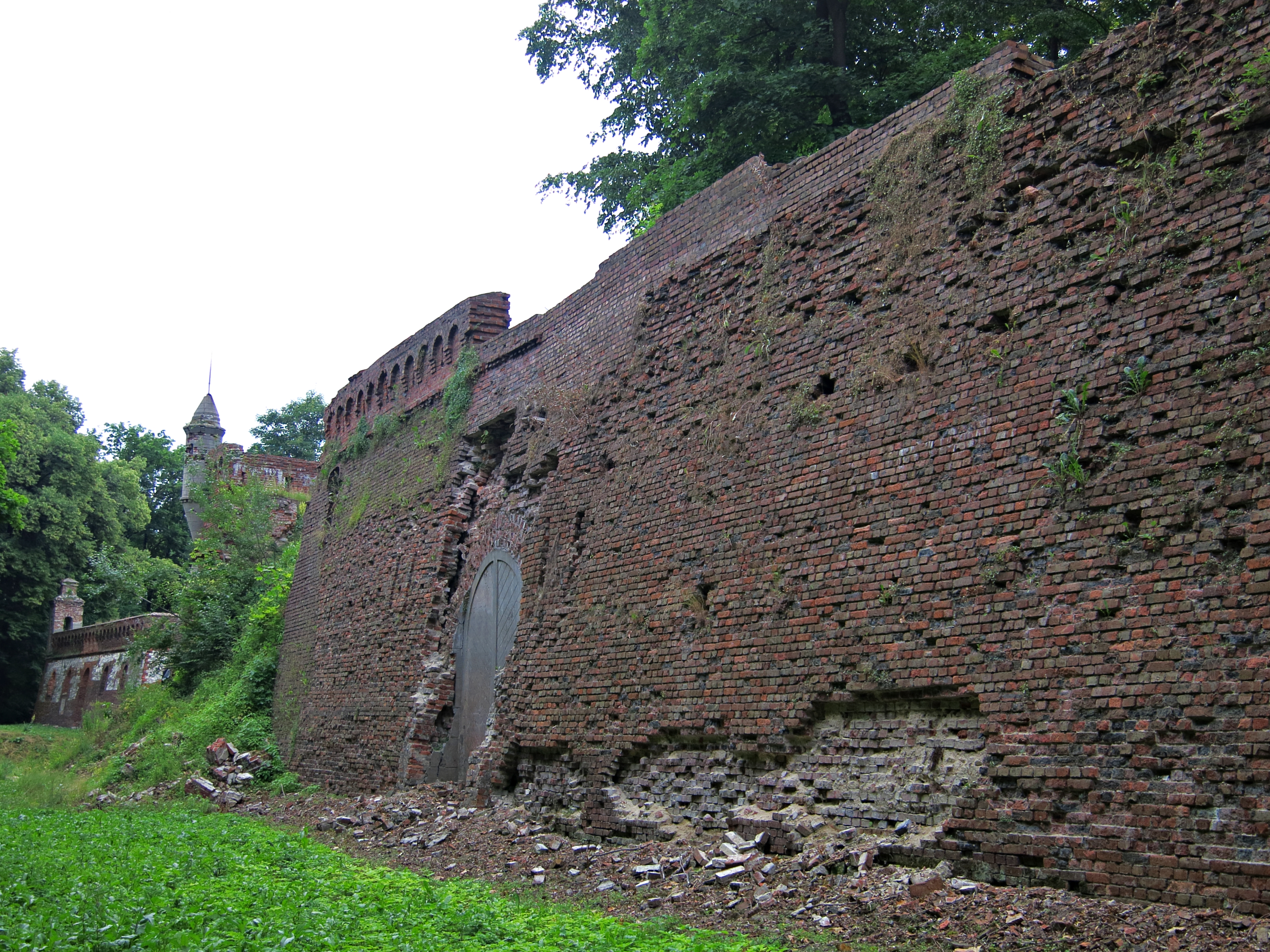
7.Pilica
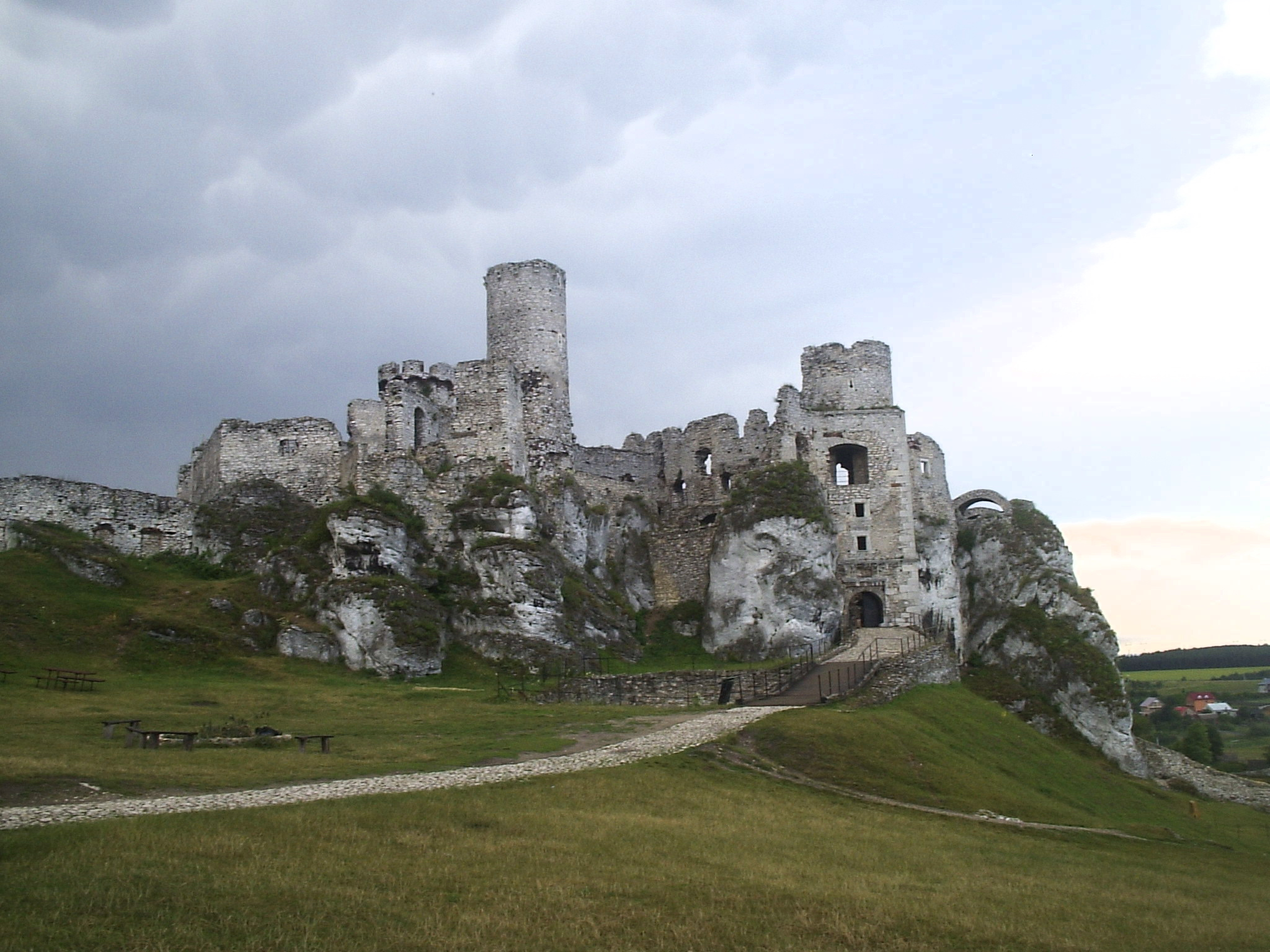
8.Ogrodziniec
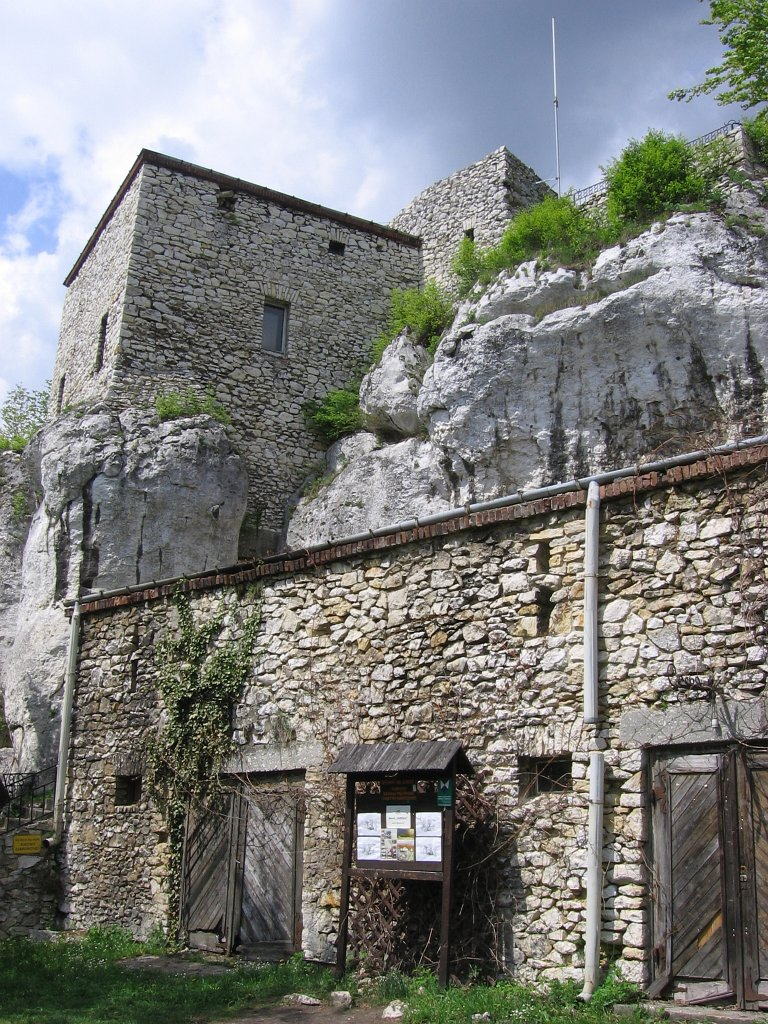
9.Morsko
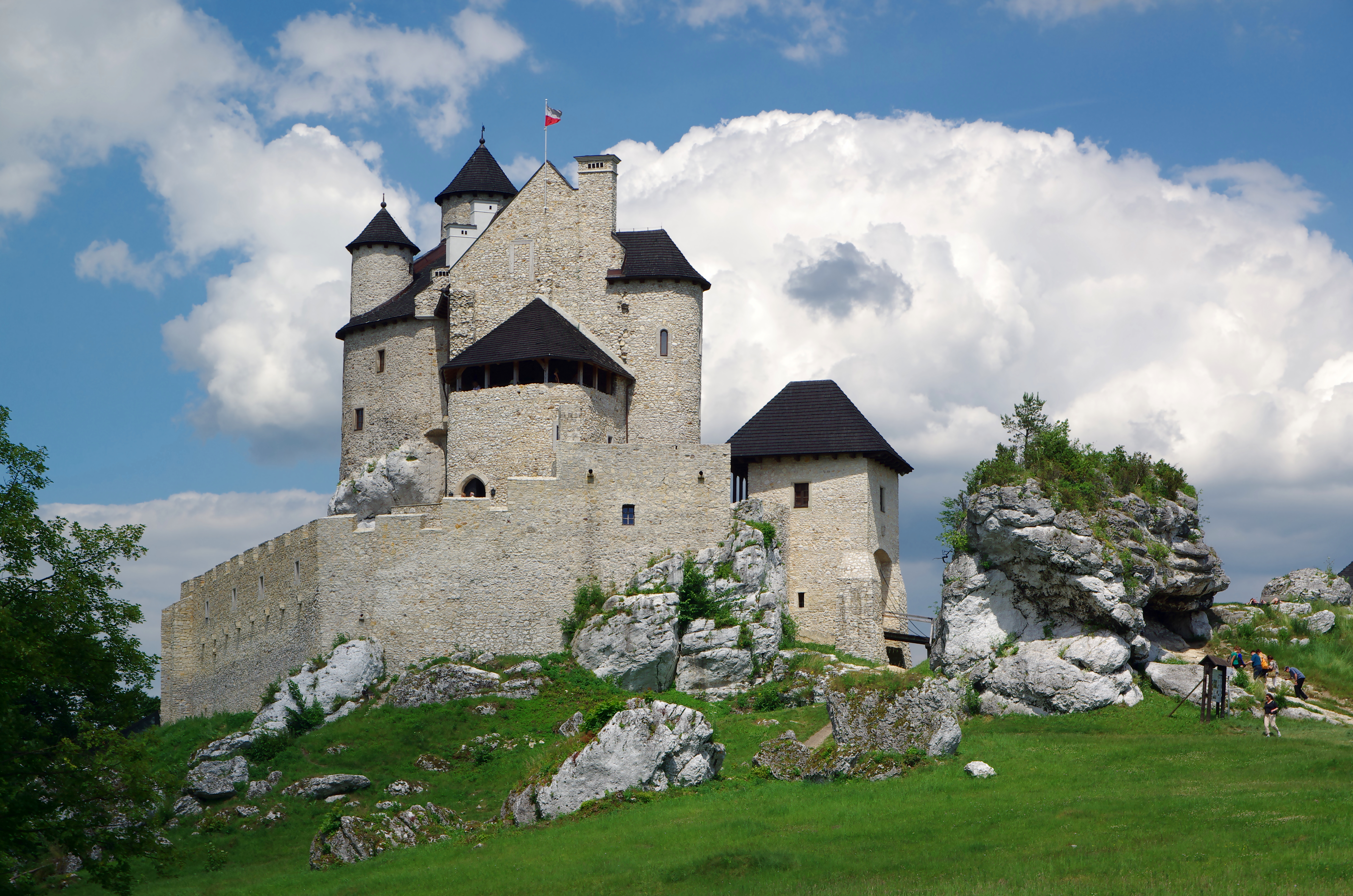
10.Bobolice
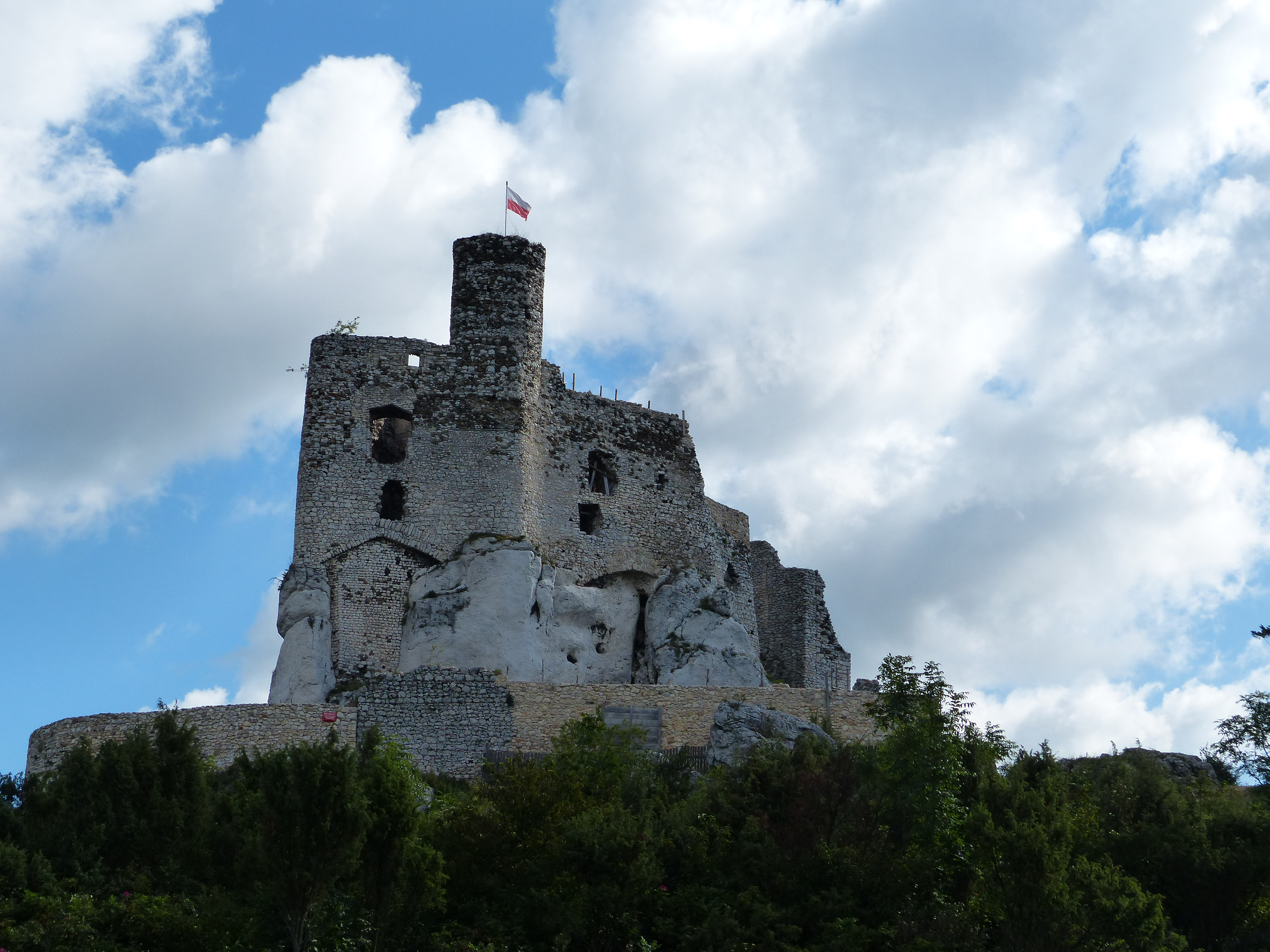
11.Mirów
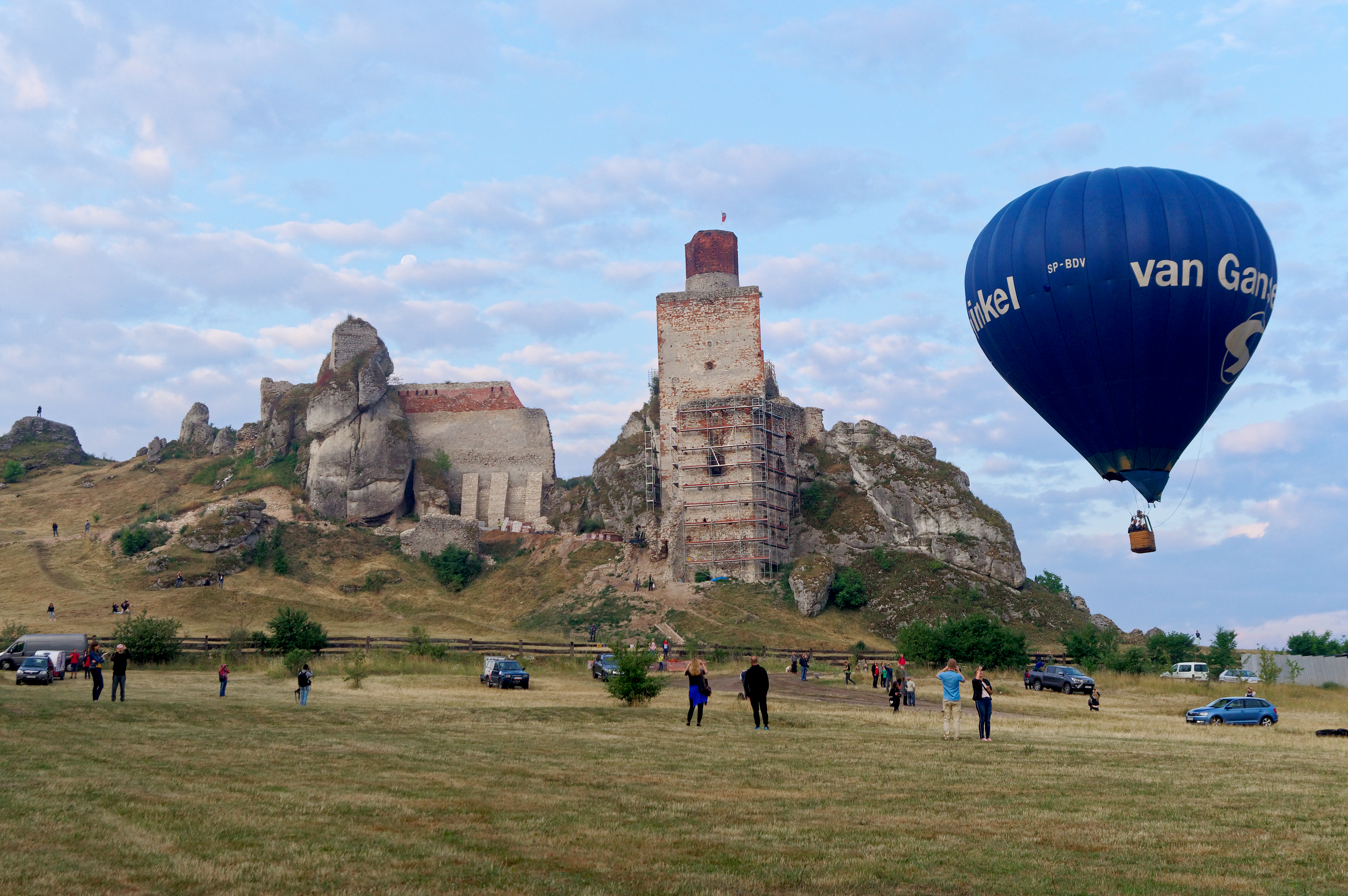
12.Olsztyn
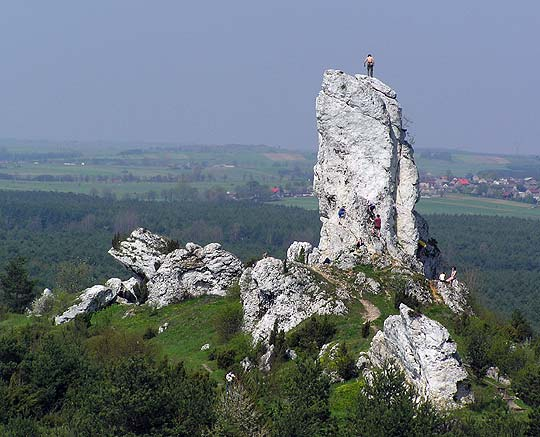
Wysoka
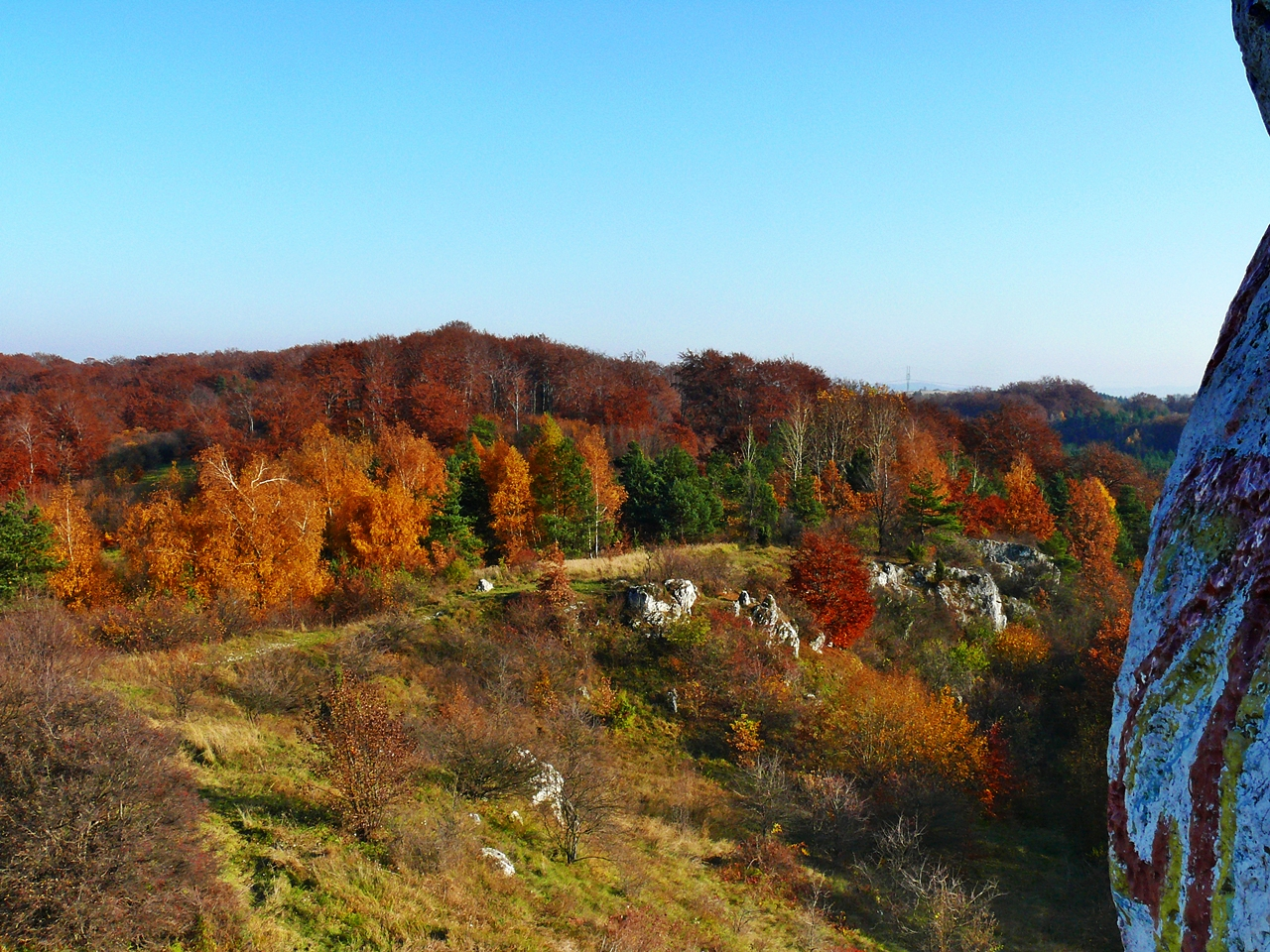
Niegowonice
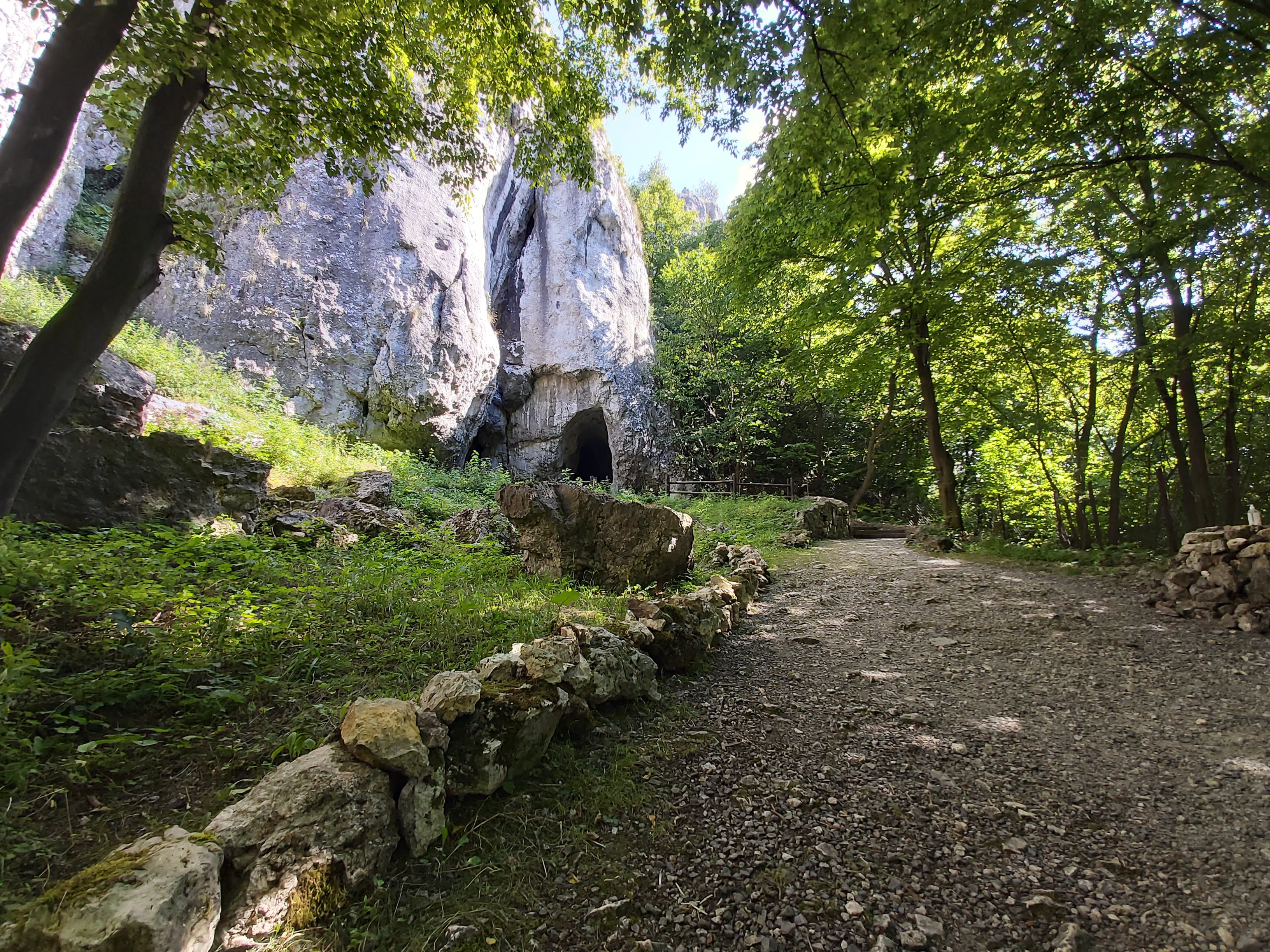
Glotolaz v Jaskini Wierzchowskiej Górnej